# Han-devant-Pierrepont
Han-devant-Pierrepont – miejscowość i gmina we Francji, w regionie Grand Est, w departamencie Moza.
Według danych na rok 1990 gminę zamieszkiwało 121 osób, a gęstość zaludnienia wynosiła 24 osób/km² (wśród 2335 gmin Lotaryngii Han-devant-Pierrepont plasuje się na 924. miejscu pod względem liczby ludności, natomiast pod względem powierzchni na miejscu 1008.).